# 하시모토 갑상샘염
하시모토 갑상샘염(Hashimoto's thyroiditis, 하시모토 갑상선염)은 만성 림프구성 갑상샘염(chronic lymphocytic thyroiditis), 하시모토병(Hashimoto's disease) 및 자가면역성 갑상샘염(autoimmune thyroiditis)이라고도 불리며 갑상샘이 점차적으로 파괴되는 자가면역 질환이다.

## 같이 보기
- 하시모토 뇌병증
- 작은입증
- 새염색체
- 갑상샘염
- 혈관종